# Derde klasse 1929-30 (voetbal België)
Het seizoen 1929/30 was de vierde editie van de Belgische Derde Klasse. De competitie vond plaats tussen september 1929 en maart 1930. De officiële naam destijds was Promotion (Bevordering of Promotie). De 42 deelnemende ploegen waren onderverdeeld in 3 reeksen van 14 ploegen. CS de Schaerbeek, Belgica FC Edegem en Excelsior FC Hasselt werden kampioen en promoveerden naar de Eerste afdeling.In Bevordering A speelt FC Renaisien kampioen maar na de competitie werden er drie punten bij de stadsgenoten afgetrokken waardoor Schaerbeek er twee bij kreeg en plots kampioen werd en promoveert.

## Gedegradeerde teams
Deze teams waren gedegradeerd uit de Eerste Afdeling 1928-29 voor de start van het seizoen:
- CS Tongrois (12e) degradeerde na twee seizoenen in 2e nationale.
- Boom FC (voorlaatste) degradeerde na vijf seizoenen in 2e nationale.
- AS Renaisienne (laatste) degradeerde na één seizoen in 2e nationale.

## Gepromoveerde teams
Volgende negen teams waren gepromoveerd uit de regionale afdelingen voor de start van het seizoen. Zes clubs maakten hun debuut in de nationale reeksen. 
- CS Saint-Josse
- Belgica FC Edegem
- CS Andennais
- Patria FC Tongres
- RFC Malmundaria 1904
- Union Marche FC[1]
- AS Ostendaise promoveerde na één seizoen terug naar 3e nationale.
- RC Wetteren promoveerde na één seizoen terug naar 3e nationale.
- Union Jemappienne[2] promoveerde na één seizoen terug naar 3e nationale.

## Deelnemende teams
Deze ploegen speelden in het seizoen 1929-1930 in Bevordering. Bij elke ploeg wordt het stamnummer aangegeven. De nummers komen overeen met de plaats in de eindrangschikking. 
US Tournaisienne werd koninklijk en wijzigde zijn naam in RUS Tournaisienne (Royale Union Sportive Tournaisienne).

### Reeks A
| Stam- nummer | Club                      | Plaats              |    |
| ------------ | ------------------------- | ------------------- | -- |
| 451          | CS de Schaerbeek          | Schaarbeek          | 1  |
| 46           | FC Renaisien              | Ronse               | 2  |
| 221          | Sint-Niklaassche SK       | Sint-Niklaas        | 3  |
| 101          | Knokke FC                 | Knokke              | 4  |
| 53           | AS Ostendaise             | Oostende            | 5  |
| 81           | SV Audenaerde             | Oudenaarde          | 6  |
| 26           | RUS Tournaisienne         | Doornik             | 7  |
| 95           | RC Wetteren               | Wetteren            | 8  |
| 36           | RC Tournaisien            | Doornik             | 9  |
| 48           | SV Blankenberghe          | Blankenberge        | 10 |
| 306          | FC Zwarte Leeuw Vilvoorde | Vilvoorde           | 11 |
| 83           | CS Saint-Josse            | Sint-Joost-ten-Node | 12 |
| 19           | R. Courtrai Sport         | Kortrijk            | 13 |
| 38           | AS Renaisienne            | Ronse               | 14 |

| 1 2 3 4 5 6 7 8 9 10 11 12 13 14 Geografische verspreiding clubs |

### Reeks B
| Stam- nummer | Club                      | Plaats      |    |
| ------------ | ------------------------- | ----------- | -- |
| 375          | Belgica FC Edegem         | Edegem      | 1  |
| 285          | Hoboken SK                | Hoboken     | 2  |
| 58           | Boom FC                   | Boom        | 3  |
| 84           | Borgerhoutsche SK         | Borgerhout  | 4  |
| 246          | Olympic Club de Charleroi | Charleroi   | 5  |
| 17           | RFC Sérésien              | Seraing     | 6  |
| 68           | Oude God Sport            | Mortsel     | 7  |
| 44           | AEC Mons                  | Bergen      | 8  |
| 23           | RFC Bressoux              | Luik        | 9  |
| 33           | Fléron FC                 | Fléron      | 10 |
| 136          | Union Jemappienne         | Jemappes    | 11 |
| 39           | FC Humbeek                | Humbeek     | 12 |
| 127          | Entente Tamines           | Sambreville | 13 |
| 307          | CS Andennais              | Andenne     | 14 |

| 1 2 3 4 5 6 7 8 9 10 11 12 13 14 Geografische verspreiding clubs |

### Reeks C
| Stam- nummer | Club                 | Plaats            |    |
| ------------ | -------------------- | ----------------- | -- |
| 37           | Excelsior FC Hasselt | Hasselt           | 1  |
| 18           | R. Stade Louvaniste  | Leuven            | 2  |
| 132          | RC Tirlemont         | Tienen            | 3  |
| 73           | CS Tongrois          | Tongeren          | 4  |
| 190          | Stade Waremmien FC   | Borgworm          | 5  |
| 82           | AS Herstalienne      | Herstal           | 6  |
| 71           | Patria FC Tongres    | Tongeren          | 7  |
| 43           | Cappellen FC         | Kapellen          | 8  |
| 210          | Turnhoutsche SK HIH  | Turnhout          | 9  |
| 108          | La Jeunesse d'Eupen  | Eupen             | 10 |
| 188          | RFC Malmundaria 1904 | Malmedy           | 11 |
| 40           | US de Liège          | Luik              | 12 |
| 65           | Hasseltse VV         | Hasselt           | 13 |
| 476          | Union Marche FC      | Marche-en-Famenne | 14 |

| 1 2 3 4 5 6 7 8 9 10 11 12 13 14 Geografische verspreiding clubs |

## Eindstanden
| Legende                                  |
| ---------------------------------------- |
| Kampioen + promotie naar Eerste Afdeling |
| Degradatie naar Provinciale reeksen      |

### Bevordering A
|   |    |                           | P  | W  | G | V  | +  | -  | DS  | Ptn |
| - | -- | ------------------------- | -- | -- | - | -- | -- | -- | --- | --- |
| K | 1  | CS de Schaerbeek          | 26 | 17 | 5 | 4  | 86 | 46 | 40  | 39  |
|   | 2  | FC Renaisien              | 26 | 16 | 6 | 4  | 75 | 28 | 47  | 38  |
|   | 3  | Sint-Niklaassche SK       | 26 | 14 | 5 | 7  | 72 | 51 | 21  | 33  |
|   | 4  | Knokke FC                 | 26 | 14 | 4 | 8  | 68 | 47 | 21  | 32  |
|   | 5  | AS Ostendaise             | 26 | 13 | 5 | 8  | 68 | 55 | 13  | 31  |
|   | 6  | SV Audenaerde             | 26 | 13 | 5 | 8  | 57 | 49 | 8   | 31  |
|   | 7  | RUS Tournaisienne         | 26 | 11 | 8 | 7  | 54 | 42 | 12  | 30  |
|   | 8  | RC Wetteren               | 26 | 9  | 6 | 11 | 48 | 62 | -14 | 24  |
|   | 9  | RC Tournaisien            | 26 | 9  | 5 | 15 | 48 | 60 | -12 | 23  |
|   | 10 | SV Blankenberghe          | 26 | 7  | 6 | 13 | 53 | 72 | -19 | 20  |
|   | 11 | FC Zwarte Leeuw Vilvoorde | 26 | 6  | 8 | 12 | 30 | 51 | -21 | 20  |
| D | 12 | CS Saint-Josse            | 26 | 8  | 3 | 15 | 57 | 62 | -5  | 19  |
| D | 13 | R. Courtrai Sport         | 26 | 6  | 5 | 15 | 44 | 74 | -30 | 17  |
| D | 14 | AS Renaisienne            | 26 | 2  | 3 | 21 | 29 | 90 | -61 | 7   |

P: wedstrijden gespeeld, W: wedstrijden gewonnen, G: gelijke spelen, V: wedstrijden verloren, +: gescoorde doelpunten, -: doelpunten tegen, DS: doelsaldo, Ptn: totaal punten
 K: kampioen en promotie, D: degradatie

### Bevordering B
|    |    |                           | P  | W  | G | V  | +   | -   | DS  | Ptn |
| -- | -- | ------------------------- | -- | -- | - | -- | --- | --- | --- | --- |
| KT | 1  | Belgica FC Edegem         | 26 | 18 | 5 | 3  | 129 | 43  | 86  | 41  |
| KT | 2  | Hoboken SK                | 26 | 20 | 1 | 5  | 71  | 33  | 38  | 41  |
|    | 3  | Boom FC                   | 26 | 16 | 6 | 4  | 74  | 41  | 33  | 38  |
|    | 4  | Borgerhoutsche SK         | 26 | 14 | 4 | 8  | 79  | 53  | 26  | 32  |
|    | 5  | Olympic Club de Charleroi | 26 | 14 | 4 | 8  | 61  | 58  | 3   | 32  |
|    | 6  | RFC Sérésien              | 26 | 14 | 2 | 10 | 73  | 43  | 30  | 30  |
|    | 7  | Oude God Sport            | 26 | 12 | 3 | 11 | 82  | 65  | 17  | 27  |
|    | 8  | AEC Mons                  | 26 | 11 | 4 | 11 | 66  | 62  | 4   | 26  |
|    | 9  | RFC Bressoux              | 26 | 11 | 3 | 12 | 76  | 76  | 0   | 25  |
|    | 10 | Fléron FC                 | 26 | 6  | 4 | 16 | 46  | 84  | -38 | 16  |
| T  | 11 | Union Jemappienne         | 26 | 7  | 1 | 18 | 47  | 93  | -46 | 15  |
| T  | 12 | FC Humbeek                | 26 | 5  | 5 | 16 | 47  | 82  | -35 | 15  |
| D  | 13 | Entente Tamines           | 26 | 3  | 7 | 16 | 38  | 92  | -54 | 13  |
| D  | 14 | CS Andennais              | 26 | 5  | 3 | 18 | 61  | 125 | -64 | 13  |

P: wedstrijden gespeeld, W: wedstrijden gewonnen, G: gelijke spelen, V: wedstrijden verloren, +: gescoorde doelpunten, -: doelpunten tegen, DS: doelsaldo, Ptn: totaal punten
 KT: testwedstrijd voor kampioenschap, K: kampioen en promotie, T: testwedstrijd voor degradatie D: degradatie

#### Testwedstrijd voor kampioenschap Bevordering B
| Datum      | Wedstrijd         | Wedstrijd         | Wedstrijd         | Uitslag           | Opmerking                                                                          |
| ---------- | ----------------- | ----------------- | ----------------- | ----------------- | ---------------------------------------------------------------------------------- |
| 06.04.1930 | Belgica FC Edegem | -                 | Hoboken SK        | 5 - 5             |                                                                                    |
|            | Replay            |                   |                   |                   |                                                                                    |
| 11.05.1930 | Belgica FC Edegem | -                 | Hoboken SK        | 3 - 1             | Belgica FC Edegem speelt kampioen en promoveert, Hoboken SK blijft in 3e nationale |
| K          | Belgica FC Edegem | Belgica FC Edegem | Belgica FC Edegem | Belgica FC Edegem |                                                                                    |

#### Testwedstrijd voor degradatie Bevordering B
| Datum      | Wedstrijd         | Wedstrijd  | Wedstrijd  | Uitslag    | Opmerking                                                       |
| ---------- | ----------------- | ---------- | ---------- | ---------- | --------------------------------------------------------------- |
| 13.04.1930 | Union Jemappienne | -          | FC Humbeek | 2 - 1      | Union Jemappienne blijft in 3e nationale, FC Humbeek degradeert |
| D          | FC Humbeek        | FC Humbeek | FC Humbeek | FC Humbeek |                                                                 |

### Bevordering C
|   |    |                      | P  | W  | G | V  | +  | -   | DS   | Ptn |
| - | -- | -------------------- | -- | -- | - | -- | -- | --- | ---- | --- |
| K | 1  | Excelsior FC Hasselt | 26 | 17 | 3 | 6  | 79 | 39  | 40   | 37  |
|   | 2  | R. Stade Louvaniste  | 26 | 14 | 4 | 8  | 74 | 46  | 28   | 32  |
|   | 3  | RC Tirlemont         | 26 | 12 | 7 | 7  | 70 | 37  | 33   | 31  |
|   | 4  | CS Tongrois          | 26 | 13 | 4 | 9  | 66 | 45  | 21   | 30  |
|   | 5  | Stade Waremmien FC   | 26 | 12 | 6 | 8  | 57 | 57  | 0    | 30  |
|   | 6  | AS Herstalienne      | 26 | 11 | 7 | 8  | 69 | 49  | 20   | 29  |
|   | 7  | Patria FC Tongres    | 26 | 12 | 4 | 10 | 69 | 59  | 10   | 28  |
|   | 8  | Cappellen FC         | 26 | 12 | 4 | 10 | 60 | 73  | -13  | 28  |
|   | 9  | Turnhoutsche SK HIH  | 26 | 11 | 3 | 12 | 80 | 69  | 11   | 25  |
| E | 10 | La Jeunesse d'Eupen  | 26 | 10 | 4 | 12 | 68 | 65  | 3    | 24  |
| E | 11 | RFC Malmundaria 1904 | 26 | 11 | 2 | 13 | 68 | 73  | -5   | 24  |
| E | 12 | US de Liège          | 26 | 9  | 6 | 11 | 69 | 69  | 0    | 24  |
| D | 13 | Hasseltse VV         | 26 | 8  | 4 | 14 | 53 | 65  | -12  | 20  |
| D | 14 | Union Marche FC      | 26 | 1  | 0 | 25 | 31 | 167 | -136 | 2   |

P: wedstrijden gespeeld, W: wedstrijden gewonnen, G: gelijke spelen, V: wedstrijden verloren, +: gescoorde doelpunten, -: doelpunten tegen, DS: doelsaldo, Ptn: totaal punten
 K: kampioen en promotie, E: eindronde voor degradatie, D: degradatie

#### Eindronde voor degradatie Bevordering C
| Datum      | Wedstrijd            | Wedstrijd | Wedstrijd            | Uitslag | Opmerking                                            |
| ---------- | -------------------- | --------- | -------------------- | ------- | ---------------------------------------------------- |
| 04.05.1930 | RFC Malmundaria 1904 | -         | US de Liège          | 3 - 1   | Wedstrijd gespeeld op het terrein van RCS Verviétois |
| 11.05.1930 | La Jeunesse d'Eupen  | -         | RFC Malmundaria 1904 | 6 - 4   | Wedstrijd gespeeld op het terrein van RCS Verviétois |
| 18.05.1930 | La Jeunesse d'Eupen  | -         | US de Liège          | 1 - 1   | Wedstrijd gespeeld op het terrein van RCS Verviétois |

|   |   |                      | P | W | G | V | + | - | DS | Ptn |
| - | - | -------------------- | - | - | - | - | - | - | -- | --- |
|   | 1 | La Jeunesse d'Eupen  | 2 | 1 | 1 | 0 | 7 | 5 | 2  | 3   |
|   | 2 | RFC Malmundaria 1904 | 2 | 1 | 0 | 1 | 7 | 7 | 0  | 2   |
| D | 3 | US de Liège          | 2 | 0 | 1 | 1 | 2 | 4 | -2 | 1   |

P: wedstrijden gespeeld, W: wedstrijden gewonnen, G: gelijke spelen, V: wedstrijden verloren, +: gescoorde doelpunten, -: doelpunten tegen, DS: doelsaldo, Ptn: totaal punten
 D: degradatie

## Promoverende teams
De drie reekswinnaars promoveerden naar Eerste Afdeling 1930-31 op het eind van het seizoen:
- CS de Schaerbeek (kampioen reeks A) promoveerde na 6 seizoenen terug naar 2e nationale.
- Belgica FC Edegem (kampioen reeks B, na testwedstrijd) promoveerde voor het eerst 2e nationale.
- Excelsior FC Hasselt (kampioen reeks C) promoveerde na 5 seizoenen terug naar 2e nationale.

## Degraderende teams
De drie laatste ploegen van elke reeks degradeerden naar de regionale afdelingen op het eind van het seizoen.
- CS Saint-Josse (12e reeks A) degradeerde na 1 seizoen in 3e nationale.
- R. Courtrai Sport (voorlaatste reeks A) degradeerde na 2 seizoen in 3e nationale en 19 seizoenen in de nationale reeksen.
- AS Renaisienne (laatste reeks A) degradeerde na 1 seizoen in 3e nationale en 7 seizoenen in de nationale reeksen.
- FC Humbeek (12e reeks B, na testwedstrijd) degradeerde na 4 seizoenen in 3e nationale.
- Entente Tamines (voorlaatste reeks B) degradeerde na 3 seizoenen in 3e nationale.
- CS Andennais (laatste reeks B) degradeerde na 2 seizoenen in 3e nationale.
- US de Liège (12e reeks C, na eindronde) degradeerde na 4 seizoenen in 3e nationale.
- Hasseltse VV (voorlaatste reeks C) degradeerde na 3 seizoenen in 3e nationale.
- Union Marche FC (laatste reeks C)  degradeerde na 1 seizoen in 3e nationale.